# Villamuriel de Campos
Villamuriel de Campos – gmina w Hiszpanii, w prowincji Valladolid, w Kastylii i León, o powierzchni 18,26 km². W 2011 roku gmina liczyła 64 mieszkańców.